# Chananel ben Chushiel
Chananel ben Chusiel (en hebreo: חננאל בן חושיאל), era un rabino y talmudista del siglo XI. Chananel fue el director de la academia rabínica de Cairuán, situada en Túnez. Chananiel fue uno de los últimos sabios de la época de los Gueonim. Era conocido por su comentario del Talmud babilónico. Chananel era a menudo llamado Rabeinu Chananel, en español: "Nuestro Rabino Chananel", (en hebreo: רבנו חננאל).

## Biografía
El Rabino Chananel nació en 990 en Cairuán (en Túnez). Chananel estudió con su padre, Chushiel, el director de la yeshivá de Cairuán, y mantuvo correspondencia con el Rabino Jai Gaon. Estaba asociado con el Rabino Nissim ben Jacob en el puesto de rabino y director de la yeshivá de Cairuán. Su estudiante más famoso fue el Rabino Isaac Alfasi. El Rabino Chananel prosperó con sus negocios y era muy un hombre muy rico. Cuando murió en el año 1053, el Rabino Chusiel tenía nueve hijas.

## Obras literarias
El Rabino Chananel escribió el primer comentario completo del Talmud, actualmente dicho comentario está incluido en la edición del Talmud de Vilna, en ciertos tratados. El comentario solamente trata sobre los órdenes de Moed, Nashim, y Nezikín, en los asuntos más relevantes en la práctica diaria del judaísmo, cuando fue escrito el comentario, algunas secciones de dicho comentario se han perdido. Algunos fragmentos han sido recuperados de la Gueniza de El Cairo, y han sido publicados en la obra: Otzar ha-Gueonim, actualmente existe una edición publicada que cubre el tratado Berajot (Bendiciones), y el orden Moed de la Mishná y el Talmud de Babilonia. Dicha edición incluye la obra Séfer ha-Mafteach, del Rabino Nissim Gaon. El comentario presenta un resumen de los principales argumentos existentes en la Guemará, omitiendo la mayor parte de las leyendas y la Agadá, la parte del Talmud y la Mishná no relacionada con la Halajá, la Ley judía. Una característica del comentario es la presentación de pasajes paralelos extraídos del Talmud de Jerusalén. El suyo, es uno de los comentarios más mencionados por todos los sabios Rishonim, incluyendo a Rashi, a los Tosafistas, y al Rabino Isaac Alfasi, (el Rif). Su opinión es altamente valorada en los asuntos relacionados con la Halajá, y las versiones corregidas de sus textos fueron usadas como fuentes por Maimónides, (el Rambam), y por muchas otras autoridades rabínicas. En los lugares en los que no hay su comentario, su opinión es conocida por otras fuentes, y por los comentarios de los sabios Rishonim. El Rabino Chananel fue el autor de un comentario sobre la Torá, citado por muchos comentaristas bíblicos posteriores, principalmente por Bahya ben Asher. Este comentario fue escrito para polemizar contra los judíos caraítas. No hay actualmente ninguna copia completa de esta obra, aunque existen algunos fragmentos. La obra ha sido publicada en hebreo por Mossad HaRav Kook, como parte de una edición de la Torá con comentarios de grandes rabinos. Las otras obras del Rabino Chananel incluyen una colección de responsa rabínica, así como la obra Séfer ha-Mikzot, decisiones sobre la ley ritual, las dos obras han sido mencionadas por los sabios rishonim.